# Twierdzenie Cantora–Bendixsona
Twierdzenie Cantora-Bendixsona – twierdzenie topologiczne mówiące, że każda przestrzeń topologiczna spełniająca drugi aksjomat przeliczalności jest sumą dwóch zbiorów rozłącznych, z których jeden jest zbiór doskonały (tj. w sobie gęsty i domknięty), a drugi jest przeliczalny.
Twierdzenie to udowodnili niezależnie od siebie Georg Cantor i Ivar Bendixson w 1883 roku dla podzbiorów prostej rzeczywistej.